# Javier Adolfo Salas
Javier Adolfo Salas (Asunción, 22 settembre 1993) è un giocatore di calcio a 5 paraguaiano.

## Carriera
Soprannominato "el Cholito" in omaggio al fratello Juan noto come "el Cholo", nei primi anni della sua carriera ricopriva il ruolo di centrale ma in seguito è stato utilizzato prevalentemente come laterale difensivo. Adolfo raggiunge il fratello maggiore alla Lazio nell'ottobre del 2011, dopo una breve esperienza nella Liga Futsal con l'Atlético Paranaense con cui aveva esordito anche nella Coppa Libertadores; durante la prima stagione è impiegato nella formazione Juniores e in seguito in quella Under-21. Nell'agosto 2012 è ceduto in prestito al neopromosso Venezia che lo inserisce in prima squadra. Nonostante la stagione si concluda con la retrocessione dei lagunari, Adolfo disputa una stagione positiva che convince il ct della Nazionale paraguaiana Fernando Leite a includere il suo nome tra quello dei convocati per il Mondiale in Thailandia. Nel 2013 fa ritorno alla Lazio come parte integrante della prima squadra. Nel dicembre 2014, durante la sessione invernale di mercato, la società capitolina sacrifica il talentino paraguaiano, cedendolo così a titolo definitivo al Pescara.

## Palmarès

### Competizioni nazionali
- Campionato italiano: 4

Pescara: 2014-15
Italservice: 2018-19, 2020-21, 2021-22
- Coppa Italia: 5

Pescara: 2015-16, 2016-17
Italservice: 2020-21, 2021-22
Napoli: 2023-24
- Supercoppa italiana: 4

Pescara: 2015, 2016
Italservice: 2019, 2021

### Competizioni giovanili
- Campionato italiano Under-21: 1

Lazio: 2013-14